# Любовь и секс
«Любовь и секс» (англ. Love & Sex) — американский художественный фильм в жанре мелодрамы, снятый в 2000 году.

## Сюжет
Журналистке женского журнала Кейт Уэллес (Фамке Янссен) катастрофически не везёт в личной жизни. Она никак не может найти подходящего партнёра, перебрав, как выясняется, тринадцать кандидатур.
Придя на выставку картин вместе с одним из текущих знакомых, Ричардом, она знакомится с художником Адамом Леви. У Кейт с Адамом постепенно завязываются отношения.
Героиня вспоминает сначала школьные годы и первый сексуальный опыт с учителем французского, затем начало колледжа. Отвлекшись от ситуации на дороге, Кейт на небольшой скорости врезается в автомобиль Эрика, жизнерадостного лысеющего управляющего малоизвестной музыкальной группы. Это знакомство продолжается сначала в полицейской машине, потом в забегаловке. Интересно, что в фильме совместная трапеза снова показывается в виде поедания фастфуда типа гамбургеров и картофеля фри и запивания их колой.

Адам дарит Кейт котят, та признаётся, что беременна. Выросшие котята позднее несколько раз появляются в кадре

В одно утро обнаруживается, что у Эрика есть жена, которая вместе с маленькой дочкой возвращается домой не вовремя. Кейт уходит, сдерживая слёзы от предательства.
Сюжет про текущее время продолжается, Адам и Кейт съезжаются вместе. Показывается развитие отношений дома, в кинотеатре, в видеопрокате… На годовщину знакомства Адам дарит Кейт коробку с кошками.
— Ты спятил? Что мы будем делать с этими котятами?

— Не знаю. Тушёное мясо.
Кейт говорит, что тест на беременность показал положительный результат и она чувствует себя смущённой и подавленной, поскольку не готова к этому. Адам успокаивает её.
Какой у меня огромный живот. Я выгляжу как Будда.

Главные герои фильма скучают в постели. На заднем плане виден фрагмент одной из картин, наибодее часто показываемых в кадре по ходу действия — «женщина, вынимающая голову из задницы». В журнале, который читает Адам, виден заголовок статьи «I want my MP3» и пиратским флагом (небольшая авторская отсылка на проблему пиратства и RIAA)

Через некоторое время у Кейт случается выкидыш. Однако жизнь продолжается, пара обсуждает свои отношения на берегу реки, на улице и устраивает эмоциональную сцену в видеопрокате. Через некоторое время герои замечают, что романтика и новизна чувств понемногу уходит.
— Что-то у нас давно секса не было. У нас не было секса три недели. Ты вообще меня слушаешь?

— Нет.
В кадре видны уже значительно выросшие кошки. Поговорив о проблеме угасания чувств, Кейт и Адам сначала решают заняться «взаимным изнасилованием», но отворачиваются друг от друга и засыпают.
Бытовые проблемы тоже не проходят мимо. В процессе совместного завтрака Кейт замечает, что её раздражают звуки, производимые Адамом при еде. Она заявляет, что закричит, если он ещё раз так сделает, и исполняет своё обещание, удивляя проходящего мимо их дома собаковода.
Позднее, Адам заявляет, что ему нужен перерыв в отношениях. Нет, он не встретил никакую другую девушку, и всё ещё любит Кейт, но чувствует, что ему надо пожить одному. Кейт говорит, что это конец, конец всему. Адам соглашается, что да, наверное, но предлагает «остаться друзьями». Кейт эмоционально реагирует на этом предложение, собирает вещи и уходит страдать в одиночестве.
Спустя совсем немного времени, Кейт, плача в кинотеатре над своим любимым фильмом про вампиров, неожиданно замечает на заднем ряду Адама, который уже успел познакомиться с какой-то девчонкой, Пичес, которая с удовольствием признаётся, что переспала с ним. После небольшого разговора Кейт уходит. Она кидается в объятья знакомого Сэма, который давно признавался в том, что ему нравится её задница. Позднее Кейт и Адам дважды пересекаются, причём у Адама уже новая подружка, Саванна.
В секс-шопе Кейт, выбирая вибратор, знакомится с Джои, оказывающимся актёром, снимавшемся в любимом фильме Адама про голых ниндзя. Адам, узнав об этом, бурно реагирует и пытается помириться. Тем временем Кейт постепенно понимает, что у неё с Джои мало общего и, в конце концов, порывает с ним. Она пытается как-то устроить себе личную жизнь, в процессе одного из свиданий натыкается на иеговистского проповедника, после чего окончательно понимает, что не может без Адама и возвращается к нему.

## Награды
Номинация на лучший сценарий, премия Independent Spirit Awards (2001) — Valerie Breiman.

## Саундтрек
Взят с IMDB:
- «It’s Alright» (Phil Roy)
- «It’s Alright» instrumental version (Heitor Pereira)
- «Giving» (Marc Ford)
- «Ladyfinger» (Convoy)
- «Bumpkin» (Dig)
- «Suffer Me» (Todd Thibaud)
- «Retro Sexy» (Chuckle Head)
- «Star Sax» (Steve Jeffries)
- «Under the Light of the Moon» (The Merrymakers)
- «Adrenalin» (Eric Caspar)
- «Go Down Easy» (Over the Rhine)
- «Carry Me» (Tim Easton)
- «Monster» (Weaklazyliar)
- «Here’s Lookin at You» (Convoy)